# Ploceus nigrimentus
Ploceus nigrimentus е вид птица от семейство Ploceidae.

## Разпространение
Видът е разпространен в Ангола, Габон и Република Конго.